# La Antigua Izquierda del Ensanche
La Antigua Izquierda del Ensanche es uno de los seis barrios del distrito barcelonés del Ensanche de. Este barrio, juntamente con La Nueva Izquierda del Ensanche, forma la Izquierda del Ensanche aunque este fue dividido administrativamente en dos barrios.
El nombre de antigua es porque fue la parte de la Izquierda del Ensanche donde se empezó a urbanizar antes. En este barrio se puede encontrar la Facultad de Medicina de la Universidad de Barcelona, edificio catalogado de puro estilo neoclásico construido a principios del siglo XX y rodeado por el Hospital Clínico que fue construido simultáneamente y se encuentra íntimamente relacionado con la Facultad.